# Rupert von Bodman

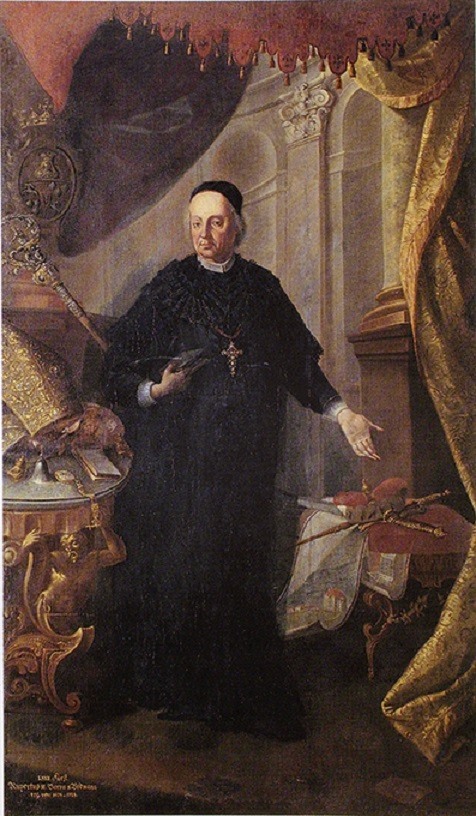
Rupert von Bodman

Rupert von Bodman (* 13. März 1646 in Steißlingen; † 10. November 1728 in Kempten), geboren als Johann Sigmund von Bodman, war von 1678 bis 1728 Fürstabt im Fürststift Kempten. Er war der einzige Fürstabt in der Geschichte des Stifts, der eine 50-jährige Amtszeit erlebte.

## Herkunft und Leben

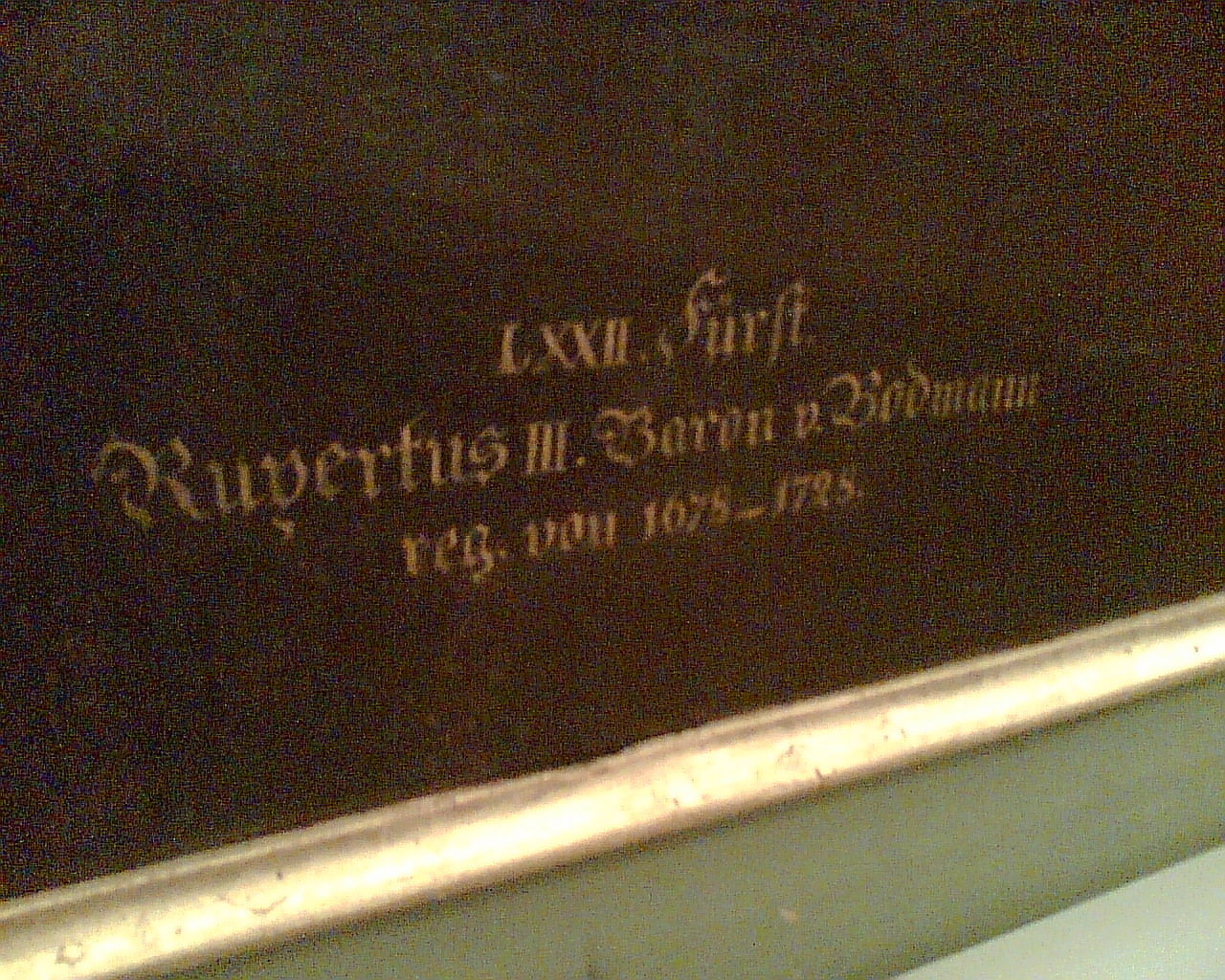
Teilausschnitt des Porträts von Rupert(us) von Bodman (Fürstensaal in Kempten)

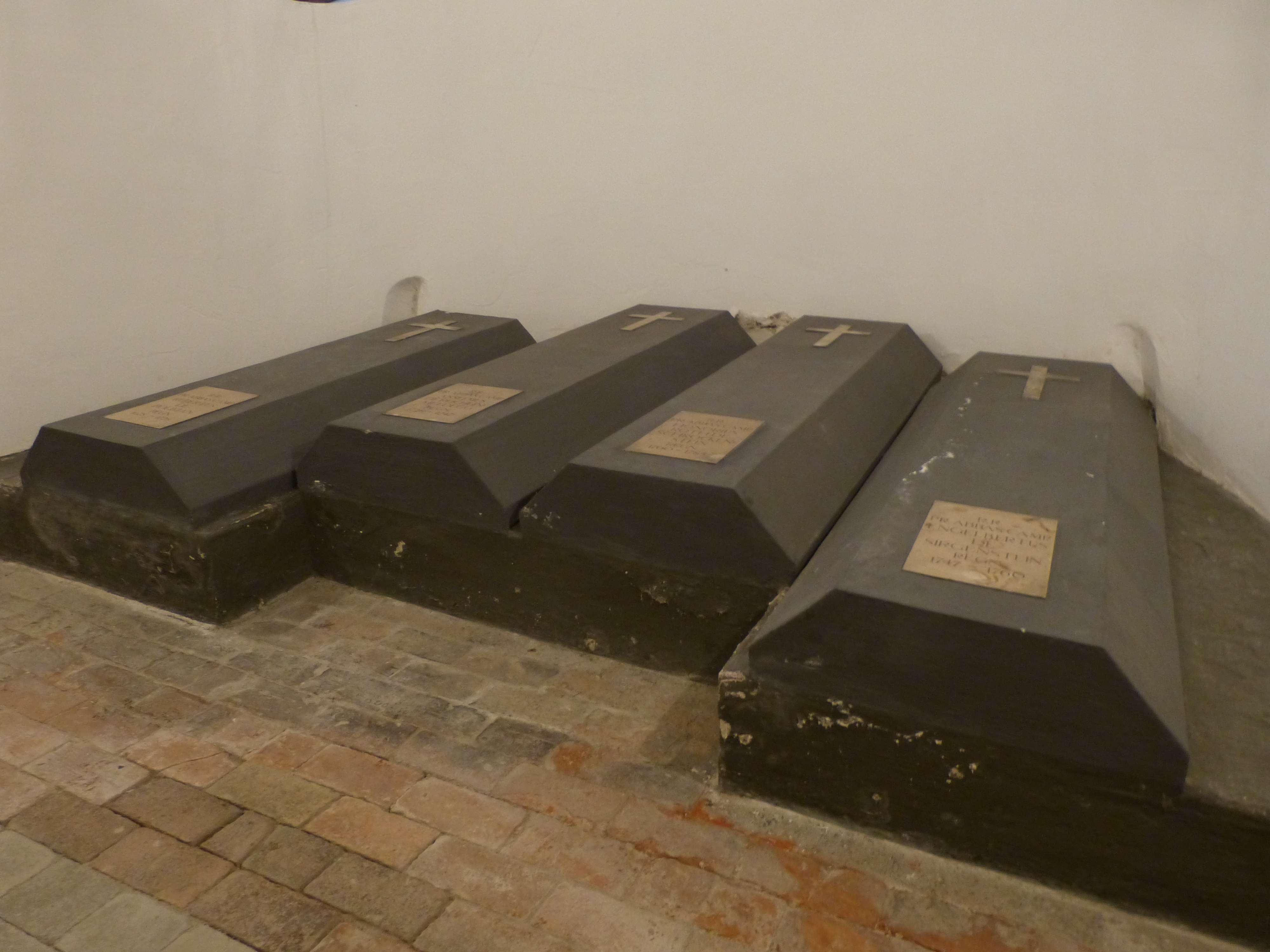
Grab von Rupert von Bodman in der Gruft von St. Lorenz (1. Sarg von links)

Rupert von Bodman entstammt einem schwäbischen Adelsgeschlecht, dessen Angehörige zum Uradel im Bodenseeraum gehörten, Ministeriale des Bistums Konstanz und der Staufer waren und ihren ursprünglichen Stammsitz in Hohenbodman hatten. Er war ein Sohn von Johann Sigmund von Bodman und dessen Ehefrau Helena von Kottwitz.
Bodman verfügte über ein sehr hohes Bildungsniveau, beherrschte neben der lateinischen auch die französische, italienische und spanische Sprache, hatte nach dem Besuch des Jesuitengymnasiums in Konstanz an den Universitäten Straßburg, Salzburg und Padua studiert, war Professor der Theologie und stand in Kontakt mit dem französischen Benediktiner, Gelehrten und Paläographen Jean Mabillon. Er legte 1661 in Kempten seine Profess ab, war bereits Subprior bei Fürstabt Bernhard Gustav von Baden-Durlach, begleitete diesen im August 1676 zum Konklave nach Rom und wurde 1678 zum Fürstabt von Kempten gewählt.
Im Oktober 1683 wurde von Bodman, bestätigt durch Kaiser Leopold, auch Erzmarschall der Kaiserin. Obwohl Fürstabt Johann Willibald Schenk von Castell sich bereits 1631 auf einer Gedenkmünze, die er anlässlich seiner Wahl prägen ließ, erstmals als Erzmarschall der Kaiserin bezeichnete, dessen Nachfolger Roman Giel von Gielsberg diesen Titel ebenfalls verwendete und auch Bernhard Gustav von Baden-Durlach für die Anerkennung der Legitimität des Kemptener Erzmarschallamtes eintrat, war Rupert von Bodman der erste Fürstabt, der den Anspruch auf den Titel rechtswirksam absichern konnte, da das stiftkemptische Erzmarschallamt erst 1683 kaiserlich bestätigt wurde.
Von 1707 bis 1712 amtierte Rupert von Bodman auch als Prinzipalkommissar bei der Visitation und Reformierung des Reichskammergerichts in Wetzlar, dem höchsten Gericht des Heiligen Römischen Reiches.
Ferner wurde er im Jahre 1708 auch zum Präsidenten des Reichshofrates, dem höchsten Amt am Kaiserhof berufen, trat diese Stelle jedoch aufgrund des Widerstands der protestantischen Reichsstände nie an und verzichtete 1713 endgültig auf das Amt.

## Wirken
Unter Rupert von Bodman wurden in Kempten das Kloster Heiligkreuz, das Kornhaus, das Alte Brauhaus, die Seelenkapelle sowie die Stiftbleiche erbaut. Er ließ außerdem den Fürstensaal in der Residenz ausgestalten.
Er machte mit dem Erwerb von Grönenbach im Jahr 1695 es zum achten Pflegamt des Fürststifts.
Der Name Rupert von Bodman ist auch mit der europäischen Geschichte verbunden: Er gilt als Mitbegründer des Fürstentums Liechtenstein. Als kaiserlicher Kommissär und Finanzexperte wurde er 1681 in die vorarlbergische Grafschaft Hohenems gesandt, um die dortigen Hexenprozesse zu beenden und die Schulden in den Griff zu bekommen. Ersteres gelang ihm: Die noch inhaftierten Angeklagten wurden freigelassen, eingezogenes Vermögen den Opfern zurückerstattet und zum Teil sogar Entschädigungen für das erlittene Unrecht gezahlt. Die Finanzen zu ordnen, erwies sich als schwieriger: Schließlich verkaufte Rupert von Bodman Teile der Grafschaft Hohenems an Fürst Johann Adam von Liechtenstein, der seit 1712 Inhaber der Grafschaft Vaduz war. In seiner langen Amtszeit als Fürstabt fand im Gebiet des Fürststifts Kempten nur ein einziger Hexenprozess statt.